# Amtsgericht Petershagen

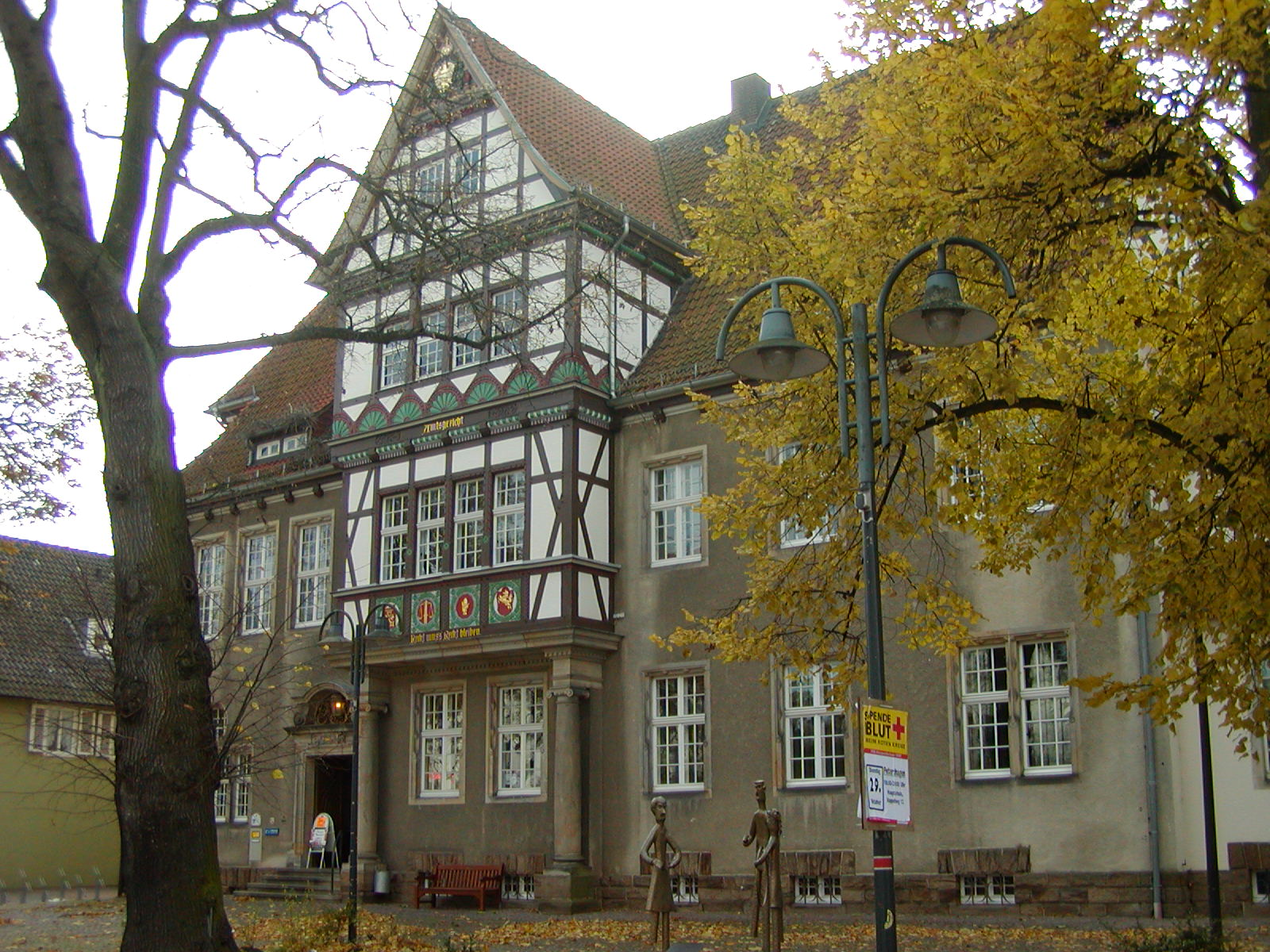
Ehem. Gerichtsgebäude (2002)

Das Amtsgericht Petershagen war von 1879 bis 1982 ein Amtsgericht mit Sitz in Petershagen.

## Geschichte
In Petershagen bestand von 1849 bis 1879 die Gerichtskommission Petershagen des Kreisgerichts Minden. Im Rahmen der Reichsjustizgesetze wurden 1879 reichsweit einheitlich Oberlandes-, Land- und Amtsgerichte gebildet. Das königlich preußische Amtsgericht Petershagen wurde mit Wirkung zum 1. Oktober 1879 als eines von 14 Amtsgerichten im Bezirk des Landgerichtes Bielefeld im Bezirk des Oberlandesgericht Hamm gebildet. Der Sitz des Gerichts war die Stadt Petershagen. Sein Gerichtsbezirk umfasste aus dem Kreis Minden das Amt Petershagen ohne die Gemeinden Friedewalde, Kutenhausen und Stemmer sowie die Ämter Schlüsselburg und Windheim ohne die Gemeinden Aminghausen, Dankersen, Frille, Leteln, Päpinghausen und Wietersheim. Am Gericht bestanden 1880 zwei Richterstellen. Das Amtsgericht war damit ein kleines Amtsgericht im Landgerichtsbezirk. Gerichtstage wurden in Schlüsselburg (Petershagen) gehalten.
Durch das Dritte Gesetz zur Änderung der Organisation der ordentlichen Gerichtsbarkeit vom 11. Juli 1978 wurde das Amtsgericht Petershagen zum 30. Juni 1982 aufgehoben.